# Metzgeria ciliata
Metzgeria ciliata là một loài Rêu trong họ Metzgeriaceae. Loài này được Raddi mô tả khoa học đầu tiên năm 1822.